# Otostigmus inermis
Otostigmus inermis är en mångfotingart som beskrevs av Carl Oscar von Porat 1876. Otostigmus inermis ingår i släktet Otostigmus och familjen Scolopendridae.
Artens utbredningsområde är Colombia. Inga underarter finns listade i Catalogue of Life.